# GlycomeDB
GlycomeDB (zu Deutsch ‚Glykom-Datenbank‘) ist eine biochemische Online-Datenbank, die strukturelle und taxonomische Daten zu Kohlenhydraten enthält.

## Eigenschaften
GlycomeDB wurde 2006 eingerichtet und wird vom deutschen Krebsforschungszentrum betrieben. Sie führt unter anderem die Daten aus der Complex Carbohydrate Structure Database (CCSD), der Bacterial Carbohydrate Structure Database (BCSDB), des Consortium for Functional Glycomics (CFG) und der Kyoto Encyclopedia of Genes and Genomes (KEGG) und stellt die gebündelten Ergebnisse auf einer Benutzeroberfläche dar.
GlycomeDB ist Teil eines Verbundprojekts mit dem Japan Consortium for Glycobiology and Glycotechnology DataBase (JCGGDB) und der UniCarbKB.